# Estanislao Suárez Inclán
Estanislao Suárez Inclán y González Llanos (Avilés, 7 de maig de 1822 - Avilés, 19 de setembre de 1890) va ser un polític espanyol.

## Biografia
Estudia Humanitats a Avilés i Filosofia i Dret a Oviedo. Exercí després com a advocat en la seva vila natal i a la capital de la província, entrant en política com a militant del Partit Moderat a partir de 1847. En aquest any és elegit diputat per Oviedo i dos anys més tard diputat per Avilés. A partir de 1854 s'afilia a la Unió Liberal. En 1856 és designat Governador civil de Canàries. També ho fou de Conca i després, en 1865, Sotssecretari de Governació. Bandejat en 1867 per protestar contra el Govern Narváez torna a Espanya després de la revolució de 1868. Ja en la restauració borbònica, fou elegit diputat per Oviedo a les eleccions generals espanyoles de 1876 i el 13 d'octubre de 1883 és designat  ministre d'Ultramar, que ocuparia fins al 31 de desembre de 1884. Entre les seves mesures principals va estar la de suprimir els càstigs corporals als esclaus de Cuba i Puerto Rico.
Fou pare del polític Félix Suárez Inclán y González Villar, qui també fou ministre i governador civil de Barcelona.